# Route 210 (Nouvelle-Écosse)
Pour les articles homonymes, voir Route 210.
La route 210 est une route secondaire de la Nouvelle-Écosse d'orientation ouest-est située dans le sud-ouest de la province, au nord de Liverpool et à l'ouest de Bridgewater. Elle traverse une région boisée, et est située à environ 20 kilomètres de la côte de l'océan Atlantique. De plus, elle mesure 35 kilomètres, et est une route pavée sur toute sa longueur.

## Tracé
La route 210 débute à Middlefield sur la route 8, reliant Liverpool à Annapolis Royal. La 210 commence par rejoindre l'aéroport du South Shore, puis elle se dirige vers le nord-est pendant une vingtaine de kilomètres, traversant notamment Greenfield et Chelsea. C'est dans cette ville qu'elle tourne vers l'est pour rejoindre Newcombville, où elle se termine sur la route 325.

## Intersections principales
| Route 210          |              |    |                                 |                           |
| Comté              | Location     | km | Intersection/Destinations       | Notes                     |
| Comté de Queens    | Middlefield  | 0  | R-8, Annapolis Royal, Liverpool | extrémité ouest de la 210 |
| Comté de Lunenburg | Newcombville | 35 | R-325, Bridgewater, Colpton     | extrémité est de la 210   |

## Communautés traversées
- Middlefield
- Greenfield
- Wellington
- Buckfield
- Upper Chelsea
- Chelsea
- Newcombville